# Filialkirche Anras

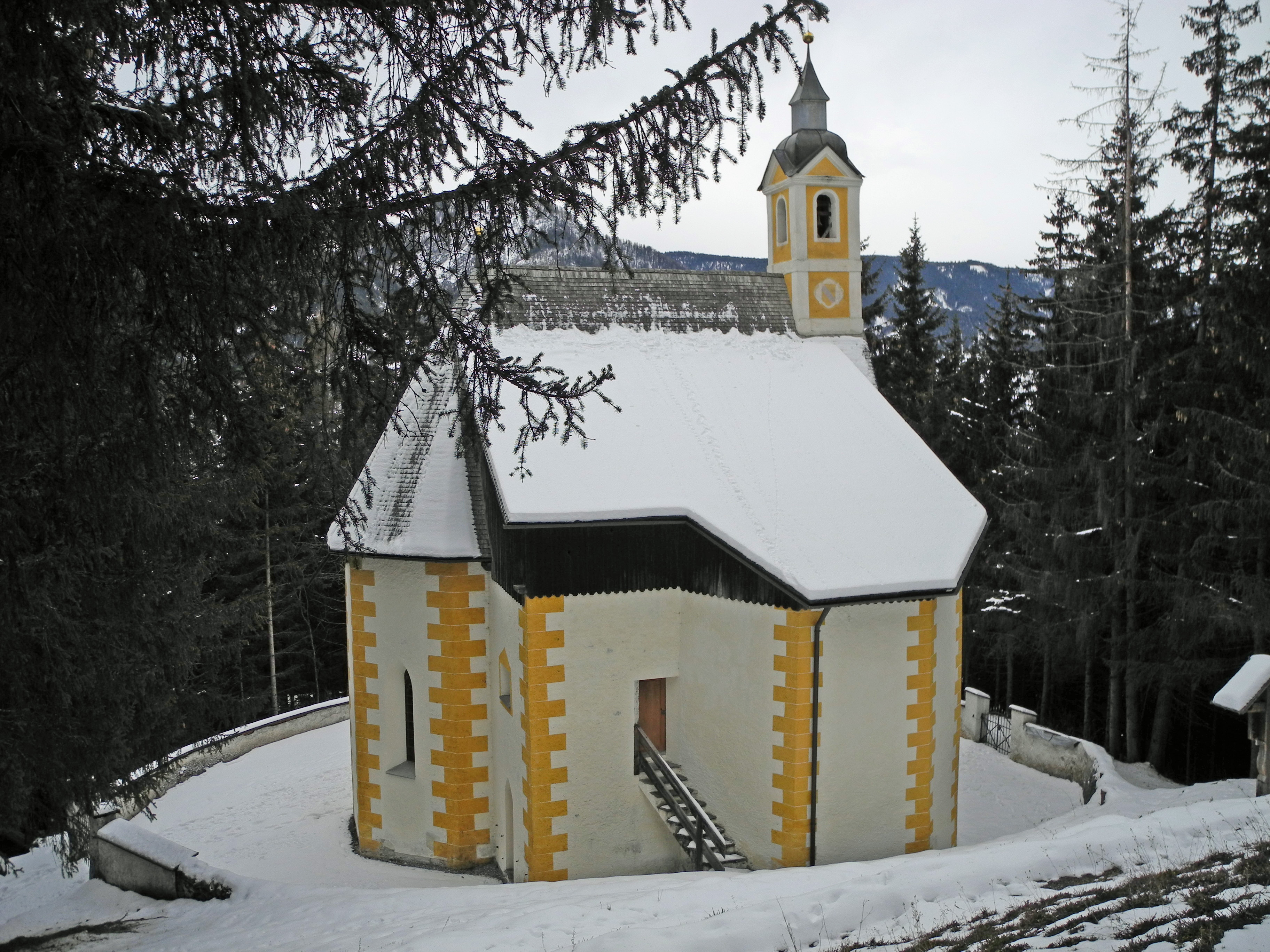
Katholische Filialkirche hl. Antonius von Padua in Anras

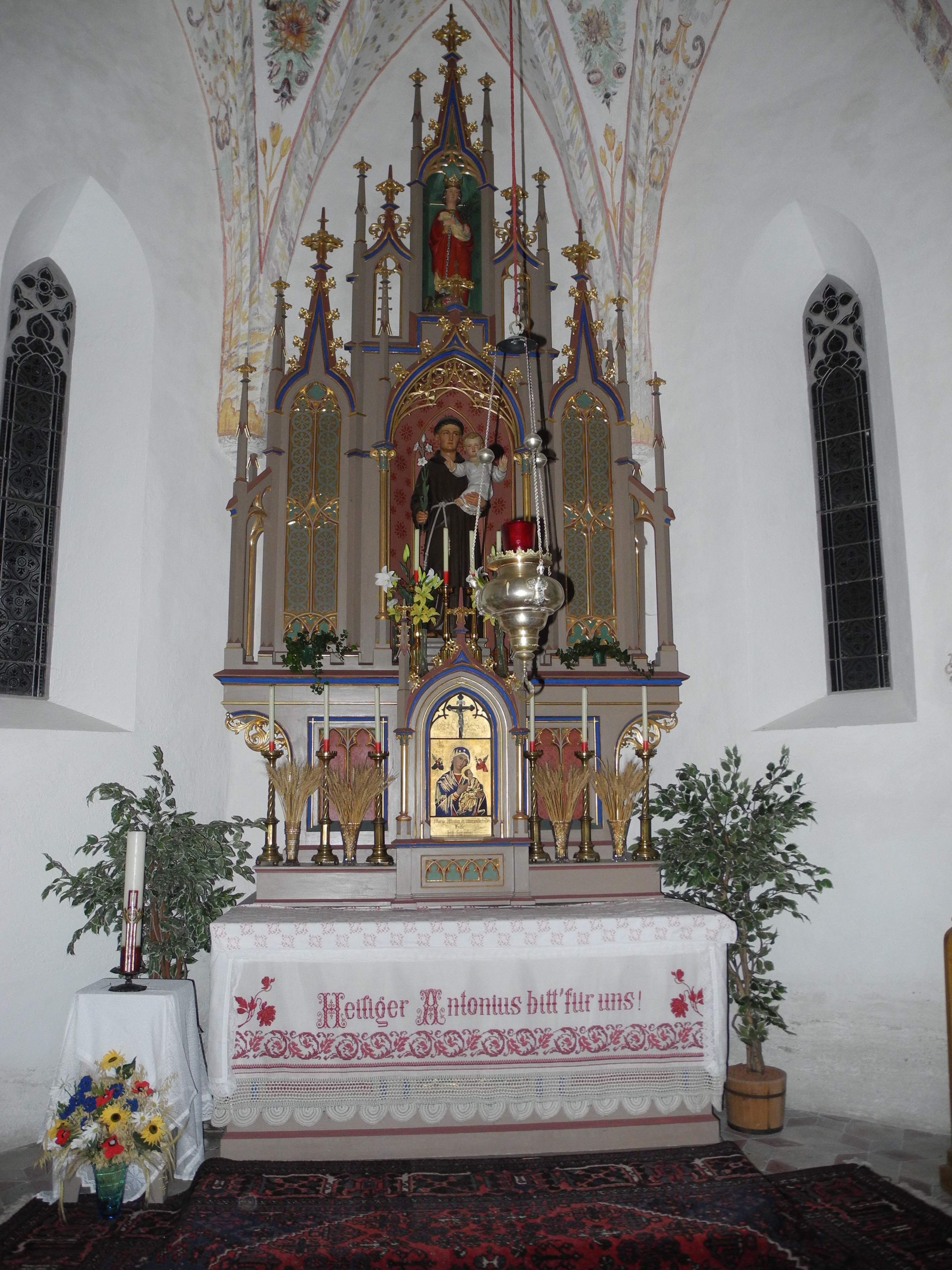
Blick zum Hochaltar

Die römisch-katholische Filialkirche Anras steht in etwas erhöhter bewaldeter Lage in der Gemeinde Anras im Bezirk Lienz im Bundesland Tirol. Die dem Patrozinium hl. Antonius von Padua unterstellte Filialkirche gehört zum Dekanat Sillian in der Diözese Innsbruck. Die Kirche steht unter Denkmalschutz (Listeneintrag).

## Geschichte
Ursprünglich war die Kirche der hl. Margaretha unterstellt. Seit 1716/1717 gehört die Kirche der Antonius-Bruderschaft und wurde auch eine Wallfahrtsstätte mit lokaler Bedeutung. Der Friedhof wurde 1626 geweiht, aber nie genutzt.
Der einfache Kirchenbau entstand in der zweiten Hälfte des 15. Jahrhunderts. Der Dachreiter entstand 1699. Der Kapellenanbau ist aus 1721. Am Berghang nördlich der Kirche wurde 1815 ein Kreuzweg angelegt, welcher bei einer Heilig-Grab-Kapelle endet.

## Architektur
Der kleine spätgotische Kirchenbau steht auf einer terrassenförmigen Abplattung eines steilen Bergrückens und wird vom sogenannten Pestfriedhof mit Umfassungsmauer umgeben.
Das Langhaus und der Chor mit einem Dreiseitschluss zeigen an den Kanten Quadermalerei. Die Westfront hat ein doppelt gekehltes spitzbogiges Portal und darüber ein Rundfenster. Das steile Satteldach trägt einen barocken Giebelreiter. Nordseitig am Langhaus steht ein polygonaler Kapellenanbau aus 1721, ostseitig daran steht der Sakristeianbau mit einem Stübchen im Obergeschoß. Südseitig zeigt die Kirchen ein stark übermaltes Fresko hl. Christophorus wohl aus der ersten Hälfte des 18. Jahrhunderts.
Das Kircheninnere zeigt ein einschiffiges zweijochiges Langhaus unter einem Sternrippengewölbe mit runden Schlusssteinen. Der Triumphbogen ist spitzbogig und beidseits abgeschrägt. Der Chor mit einem Fünfachtelschluss hat ein Sternrippengewölbe. Die Fenster sind spitzbogig. Es gibt eine Empore. Die Seitenkapelle zur Schmerzhaften Gottesmutter ist einjochig unter einem Kreuzgratgewölbe mit einem Dreiseitschluss mit einem Stichkappengewölbe.

## Ausstattung
Der neugotische Altar trägt die Statue hl. Antonius von Padua. Den Altar in der Seitenkapelle schuf Michael Anrater, er wurde 1723 geweiht und trägt ein Kreuz sowie Maria mit den sieben Schmerzen, dahinter einen gemalten Baldachin und seitlich Arma Christi. Es gibt barocke Bilder zur Leidensgeschichte.

## Grabdenkmal
- Grabstein zu Ernst August Freiherr von Nizzi gestorben 1735.